# Campeonato Europeo de Curling Femenino de 2013
El XXXIX Campeonato Europeo de Curling Femenino se celebró en Stavanger (Noruega) entre el 22 y el 30 de noviembre de 2013 bajo la organización de la Federación Mundial de Curling (WCF) y la Federación Noruega de Curling.
Las competiciones se realizaron en la Sørmarka Arena de la ciudad noruega.

## Tabla de posiciones
| Pos | Equipo          | G | P | G–P |
| --- | --------------- | - | - | --- |
| 1   | Escocia         | 9 | 0 | –   |
| 2   | Suiza           | 7 | 2 | –   |
| 3   | Suecia          | 6 | 3 | 1–1 |
| 4   | Rusia           | 6 | 3 | 1–1 |
| 5   | Dinamarca       | 6 | 3 | 1–1 |
| 6   | República Checa | 4 | 5 | –   |
| 7   | Letonia         | 3 | 6 | –   |
| 8   | Alemania        | 2 | 7 | –   |
| 9   | Noruega         | 1 | 8 | 1–0 |
| 10  | Italia          | 1 | 8 | 0–1 |

## Cuadro final
|  | Clasif. a semifinal | Clasif. a semifinal | Clasif. a semifinal |  |  | Semifinal | Semifinal |  |              | Final        | Final |
|  |                     |                     |                     |  |  |           |           |  |              |              |       |
|  | 1                   | Escocia             | 10                  |  |  |           |           |  |              |              |       |
|  | 2                   | Suiza               | 3                   |  |  |           |           |  |              | Escocia      | 5     |
|  |                     |                     |                     |  |  | Suiza     | 6         |  | Suecia       | 10           |       |
|  |                     | Suecia              | 7                   |  |  |           |           |  |              |              |       |
|  | 3                   | Suecia              | 10                  |  |  |           |           |  | Tercer lugar | Tercer lugar |       |
|  | 4                   | Dinamarca           | 2                   |  |  |           |           |  |              |              |       |
|  |                     |                     |                     |  |  |           |           |  |              | Suiza        | 6     |
|  |                     |                     |                     |  |  |           |           |  |              | Dinamarca    | 4     |

## Medallistas
| Evento | Oro | Plata                                                                      | Bronce                                                                          |
| ------ | --- | -------------------------------------------------------------------------- | ------------------------------------------------------------------------------- |
| Equipo | Suecia · Maria Prytz · Christina Bertrup · Maria Wennerström · Margaretha Sigfridsson · Agnes Knochenhauer | Escocia Eve Muirhead Anna Sloan Victoria Adams Claire Hamilton Lauren Gray | Suiza · Mirjam Ott · Carmen Schäfer · Carmen Küng · Janine Greiner · Alina Pätz |